# Buti (cognome)
Buti è un cognome di lingua italiana.

## Varianti
Butelli, Butini.

## Origine e diffusione
Il cognome è tipicamente toscano.
Potrebbe costituire una variante per sincope dei cognomi Bonaiuti e Benvenuti.

## Persone
- Alberto Bandini Buti, giornalista e divulgatore scientifico italiano.
- Carlo Buti, cantante italiano.
- Francesco Buti, poeta e librettista italiano.